# Тхимлич Охинга
Тхимлич Охинга (англ. Thimlich Ohinga Archaeological Site) — археологический объект в Кении, в 46 км северо-восточнее города Мигори в районе озера Виктория, в провинции Ньянза. Объект всемирного наследия ЮНЕСКО в Кении с 2018 года. Защищён Законом о национальных музеях и наследии (National Museums and Heritage Act) 2006 года и находится под управлением Национальных музеев Кении (NMK). Дополнительную защиту обеспечивают традиционные правила и табу, поддерживаемые старейшинами общины. Планируется развитие туризма.
На языке долуо народа луо, населяющего регион thimlich означает «пугающий густой лес», а ohinga — «каменное сооружение».
Тхимлич Охинга представляет укреплённое каменное сооружение, построенное методом сухой кладки. Датируется XVI веком. По мнению учёных Тхимлич Охинга использовался для охраны общин и домашнего скота. Тхимлич Охинга является самым крупным и наиболее сохранившимся из существующих традиционных строительных комплексов. Это выдающийся пример сборного массивного строительства методом сухой кладки, характерной для ранних скотоводческих общин в бассейне озера Виктория и практиковавшейся с XVI до середины XX века.
Комплекс состоит из четырёх сооружений: Kochieng, Kakuku, Koketch, Koluoch. Стены состоят из внешней и внутренней кладок, скреплённых средней. Стены построены из аккуратно сложенных камней разных размеров без раствора, высота стен от 1,5 до 4,5 м, средняя толщина — 1 м.